# Сиваки (река)
Сиваки (от эвенкийского «сива-ки» — «деревянный клин») — река в Амурской области России, правый приток Тыгды.
Исток — в 15 км северо-восточнее посёлка Сиваки Магдагачинского района. Долина реки заболоченная. Русло извилистое, течение медленное. Длина реки — 109 км, площадь водосборного бассейна — 1230 км².

## Притоки (км от устья)
Объекты перечислены по порядку от устья к истоку.
- 4 км: река Ольга
- 45 км: река Шурфовый Ключ
- 64 км: река Ольга
- 102 км: река без названия